# جاي ديفيد سينجر
جاي ديفيد سينجر (بالإنجليزية: J. David Singer)‏ هو عالم سياسة أمريكي، ولد في 7 ديسمبر 1925، وتوفي في 28 ديسمبر 2009.